# Vestre Gasværk
Vestre Gasværk i København var byens første gasværk som blev opført 1856-57 på grunden, hvor Den Hvide Kødby ligger i dag. Det meste af den grund som gasværket blev opført på var strandarealer som var opfyldt med brokkerne fra bombardementet i 1807.
Gasværksvej går fra Vesterbrogade over Istedgade ned til Halmtorvet og er opkaldt efter værket.

## Historie
Gasværkets aner skal findes tilbage i 1840'erne, hvor borgerrepræsentationen diskuterer behovet for gasbelysning til afløsning af de gamle tranlamper. I mødet den 5. august 1847 besluttes det at være en kommunal opgave at opføre et gasværk. Der skulle dog gå en årrække førend man den 13. juni 1853 kunne indgå kontrakt med det engelske Cochrane & Co. om etablering af såvel et vandværk som et gasværk til byen.
Jf. den indgåede kontrakt skulle det nye gasværk tages i brug senest den 31. marts 1858. Trods bekymringer i pressen i løbet af 1857, så gik opførslen forud for planen og den 4. december 1857 flød gassen for første gang til de 1.946 nye gaslygter.
Under året 1857 havde borgerrepræsentationen diskuteret om anlægget skulle drives af en privat partner eller af kommunen selv og havde ud fra en økonomisk betragtning besluttet selv at forestå driften. Anlægget kørte i prøvedrift for entreprenørens regning i de første to måneder og driften blev overtaget af Københavns Kommune den 4. februar 1858. Gasværket blev ledet af gasværkbestyrer, cand. polyt. J.C.G. Howitz. Howitz havde bopæl på gasværket og bestred denne stilling frem til 1891.
Gasforbruget i København var støt stigende og den 23. oktober 1878 blev gasværket suppleret af Østre Gasværk og opnåede da selv navnet Vestre Gasværk. Siden blev det ligeledes suppleret af Sundby Gasværk, overtaget 1. januar 1902 og Valby Gasværk fra 27. november 1907.
Vestre Gasværk som indtil da selv havde været beliggende ud til vandet i Kalveboden, blev i 1897-1901 nabo til Jernbaneterrænet på Vesterbro som blev skabt ved opfyldning i havnen. Fra den nye Gasværkshavn ved Kalvebod Brygge blev der skabt en kulbane henover jernbaneterrænnet. Denne Kulbane er i dag den eneste synlige rest af det gamle gasværk og bruges i dag til fjernvarmerør.
Omkring 1920 opstod ideen om at afvikle det nu utidssvarende gasværk og den 8. juni 1927 blev der lukket for gassen fra værket. I en tid brugtes anlægget, bl.a. til sortering og udlevering af koks, men i perioden 1930-1932 blev de fleste bygninger nedrevet og arealet overgivet til torvedirektoratet.
Under nedrivningen skete der en ulykke den 10. januar 1931, hvor en gasbeholder sprang i luften, dræbte to arbejdere og forårsagede skader i området.
En stor del af byens gasledninger udgik naturligt fra værket og i forbindelse med nedrivningen og omdannelse til kødby, var det nødvendigt at opføre en ny regulatorbygning. Denne blev lagt midt på Halmtorvet, af hensyn til ledningsarbejder. Denne regulatorbygning blev i 1990-erne erstattet af en mindre bygning for enden af Halmtorvet, ved krydset mod Skelbækgade.

## Kulforsyning
Kullene blev sejlet til gasværket. Oprindeligt var der kun anlagt en mindre pramhavn, hvorfor kulskibene måtte lægge for anker ud for kysten. Her blev kullene – med håndkraft – omlastet til pramme, der fragtede dem ind til land. Først i 1873-76 anlagde man en rigtig havn ved den nuværende Ingerslevgade. I forbindelse med opfyldningerne til godsbanen i 1897-1901 blev denne havn nedlagt og en ny anlagt ved Kalvebod Brygge, hvorfra kullene transporteredes hen over baneterrænet til gasværket via en 887 meter lang svævebane.[kilde mangler]

## Forurening
Som for så mange gasværkers vedkommende er også jorden under Vestre gasværk kraftigt forurenet, og i tidens løb er kun mindre mængder af forureningen blevet fjernet.